# ECN-SH002
ECN-SH002（イーシーエヌ えすえいちぜろぜろに）は、シャープが開発した、ECナビケータイ向けCDMA 1X WIN対応携帯電話である。製造型番はSH002（えすえいち ぜろぜろに）。

## 特徴
ECN-SH001、ECN-K002と共に、ECナビケータイ開業と同時の初号機としてリリースされた。

## 歴史
- 2009年8月3日 - 発売。